# Snooker-Saison 2012/13
Die Snooker-Saison 2012/13 war eine Serie von Snooker-Turnieren, die der Main Tour angehörten.
Eine erste Version des provisorischen Kalenders wurde von der World Professional Billiards & Snooker Association (WPBSA) Ende Februar 2012 veröffentlicht.
Neu im Kalender war die International Championship in China. Da auch das Wuxi Classic vom Status eines Einladungsturniers zu dem eines Weltranglistenturniers angehoben wurde, gibt es fortan fünf Ranglistenturniere in China. Thailand wurde Austragungsort der 6-Red World Championship, die bereits zwischen 2008 und 2010 ausgetragen wurde, trotz Profibeteiligung aber nicht zum Main-Tour-Kalender gehörte.
Die Anzahl der Turniere der Players Tour Championship (PTC) wurde von 13 auf 14 (das Finalturnier mit eingerechnet) erhöht, die PTC machte erstmals auch in Asien Station.

## Saisonergebnisse
| Datum                                | Turnier                         | Austragungsort | Art                   | Sieger            | Finalist        | Ergebnis |
| 25. Juni bis 1. Juli 2012            | Wuxi Classic 2012               | Wuxi           | Weltranglistenturnier | Ricky Walden      | Stuart Bingham  | 10:4     |
| 2. Juli bis 7. Juli 2012             | 6-Red World Championship 2012   | Bangkok        | Einladungsturnier     | Mark Davis        | Shaun Murphy    | 8:4      |
| 9. Juli bis 15. Juli 2012            | Australian Goldfields Open 2012 | Bendigo        | Weltranglistenturnier | Barry Hawkins     | Peter Ebdon     | 9:3      |
| 17. September bis 23. September 2012 | Shanghai Masters 2012           | Shanghai       | Weltranglistenturnier | John Higgins      | Judd Trump      | 10:9     |
| 27. Oktober bis 28. Oktober 2012     | World Seniors Championship 2012 | Portsmouth     | Einladungsturnier     | Nigel Bond        | Tony Chappel    | 2:0      |
| 28. Oktober bis 4. November 2012     | International Championship 2012 | Chengdu        | Weltranglistenturnier | Judd Trump        | Neil Robertson  | 10:8     |
| 16. August bis 25. November 2012     | Premier League Snooker 2012     | wechselnd      | Einladungsturnier     | Stuart Bingham    | Judd Trump      | 7:2      |
| 1. Dezember bis 9. Dezember 2012     | UK Championship 2012            | York           | Weltranglistenturnier | Mark Selby        | Shaun Murphy    | 10:6     |
| 13. Januar bis 20. Januar 2013       | Masters 2013                    | London         | Einladungsturnier     | Mark Selby        | Neil Robertson  | 10:6     |
| 25. Januar bis 27. Januar 2013       | Snooker Shoot-Out 2013          | Blackpool      | Einladungsturnier     | Martin Gould      | Mark Allen      | 104:0    |
| 30. Januar bis 3. Februar 2013       | German Masters 2013             | Berlin         | Weltranglistenturnier | Allister Carter   | Marco Fu        | 9:6      |
| 11. Februar bis 17. Februar 2013     | Welsh Open 2013                 | Newport        | Weltranglistenturnier | Stephen Maguire   | Stuart Bingham  | 9:8      |
| 25. Februar bis 3. März 2013         | Haikou World Open 2013          | Haikou         | Weltranglistenturnier | Mark Allen        | Matthew Stevens | 10:4     |
| 7. Januar bis 21. März 2013          | Championship League 2013        | Stock, Essex   | Einladungsturnier     | Martin Gould      | Allister Carter | 3:2      |
| 25. März bis 31. März 2013           | China Open 2013                 | Peking         | Weltranglistenturnier | Neil Robertson    | Mark Selby      | 10:6     |
| 20. April bis 6. Mai 2013            | World Championship 2013         | Sheffield      | Weltranglistenturnier | Ronnie O’Sullivan | Barry Hawkins   | 18:12    |

## Players Tour Championship
| #      | Datum                                                           | Turnier                                        | Austragungsort             | Sieger          | Finalist        | Ergebnis |
| 1      | 18. Juni bis 22. Juni 2012                                      | APTC Event 1                                   | Zhangjiagang               | Stuart Bingham  | Stephen Lee     | 4:3      |
| 2      | 18. Juli bis 22. Juli 2012                                      | PTC Event 1                                    | Gloucester                 | Stephen Maguire | Jack Lisowski   | 4:3      |
| 3      | 8. August bis 12. August 2012                                   | PTC Event 2                                    | Gloucester                 | Martin Gould    | Stephen Maguire | 4:3      |
| 4      | 23. August bis 26. August 2012                                  | ET Event 1 – Paul Hunter Classic 2012          | Fürth                      | Mark Selby      | Joe Swail       | 4:1      |
| 5      | 5. September bis 9. September 2012                              | PTC Event 3                                    | Gloucester                 | Rod Lawler      | Marco Fu        | 4:2      |
| 6      | 23. September bis 27. September 2012                            | APTC Event 2                                   | Yixing                     | Stephen Lee     | Ding Junhui     | 4:0      |
| 7      | 16. August bis 18. August 2012 5. Oktober bis 7. Oktober 2012   | ET Event 2 – Gdynia Open 2012                  | Sheffield Gdynia           | Neil Robertson  | Jamie Burnett   | 4:3      |
| 8      | 17. Oktober bis 21. Oktober 2012                                | ET Event 3 – Antwerp Open 2012                 | Antwerpen                  | Mark Allen      | Mark Selby      | 4:1      |
| 9      | 5. November bis 9. November 2012                                | APTC Event 3                                   | Zhengzhou                  | Stuart Bingham  | Li Hang         | 4:3      |
| 10     | 11. November bis 14. November 2012                              | PTC Event 4 – Kay Suzanne Memorial Trophy 2012 | Gloucester                 | John Higgins    | Judd Trump      | 4:2      |
| 11     | 15. November bis 18. November 2012                              | ET Event 4 – Bulgarian Open 2012               | Sofia                      | Judd Trump      | John Higgins    | 4:0      |
| 12     | 13. Dezember bis 16. Dezember 2012                              | ET Event 5 – Scottish Open 2012                | Ravenscraig                | Ding Junhui     | Anthony McGill  | 4:2      |
| 13     | 26. November bis 27. November 2012 4. Januar bis 6. Januar 2013 | ET Event 6 – Munich Open 2013                  | Sheffield Fürstenfeldbruck | Mark Selby      | Graeme Dott     | 4:3      |
| Finale | 12. März bis 17. März 2013                                      | Grand Finals                                   | Galway                     | Ding Junhui     | Neil Robertson  | 4:3      |

## Weltrangliste
Seit der Saison 2010/11 wird die Snookerweltrangliste nach jedem Turnier aktualisiert, bei dem es Ranglistenpunkte gibt. Diese wird mehrfach in der Saison – zu den sogenannten Cut-off-Points – zur neuen Setzliste für die folgenden Turniere.
Diese Änderung im Regelwerk spiegelt zum einen den aktuellen Leistungsstand der Snookerspieler besser wider und verhindert zudem, dass immer wieder die gleichen Spieler aufeinandertreffen. Die Rangliste umfasst aber weiterhin einen Zeitraum von 24 Monaten. So wird verhindert, dass sich ein Spieler mit nur einem großen Turniersieg sehr schnell oben in der Rangliste festsetzen kann. Vielmehr will man kontinuierlich gute Leistungen belohnt wissen.
| Platz 1–16 | Saisonanfang 5. Juni 2012 | Cut off Point 1 13. August 2012 | Cut off Point 2 5. November 2012 | Cut off Point 3 10. Dezember 2012 | Cut off Point 4 1. April 2013 | Saisonende 7. Mai 2013 |     |
| ---------- | ------------------------- | ------------------------------- | -------------------------------- | --------------------------------- | ----------------------------- | ---------------------- | --- |
| 1          | Mark Selby                | Mark Selby                      | Judd Trump                       | Mark Selby                        | Mark Selby                    | Mark Selby             |     |
| 2          | Judd Trump                | Judd Trump                      | Mark Selby                       | Judd Trump                        | Neil Robertson                | Neil Robertson         | +5  |
| 3          | Mark Williams             | Mark Williams                   | John Higgins                     | John Higgins                      | Judd Trump                    | Judd Trump             | −1  |
| 4          | Stephen Maguire           | Stephen Maguire                 | Shaun Murphy                     | Shaun Murphy                      | Shaun Murphy                  | Shaun Murphy           | +2  |
| 5          | John Higgins              | Shaun Murphy                    | Neil Robertson                   | Neil Robertson                    | Stephen Maguire               | Stephen Maguire        | −1  |
| 6          | Shaun Murphy              | Neil Robertson                  | Mark Williams                    | Stephen Maguire                   | Mark Allen                    | Stuart Bingham         | +10 |
| 7          | Neil Robertson            | John Higgins                    | Stephen Maguire                  | Mark Williams                     | John Higgins                  | Mark Allen             | +5  |
| 8          | Stephen Lee               | Stephen Lee                     | Mark Allen                       | Mark Allen                        | Stuart Bingham                | Ricky Walden           | +7  |
| 9          | Ronnie O’Sullivan         | Ding Junhui                     | Stephen Lee                      | Stephen Lee                       | Ding Junhui                   | Barry Hawkins          | +13 |
| 10         | Matthew Stevens           | Ricky Walden                    | Stuart Bingham                   | Stuart Bingham                    | Mark Williams                 | Ding Junhui            | +1  |
| 11         | Ding Junhui               | Matthew Stevens                 | Ding Junhui                      | Ding Junhui                       | Graeme Dott                   | John Higgins           | −6  |
| 12         | Mark Allen                | Stuart Bingham                  | Ricky Walden                     | Ricky Walden                      | Matthew Stevens               | Graeme Dott            | +1  |
| 13         | Graeme Dott               | Mark Allen                      | Graeme Dott                      | Matthew Stevens                   | Ricky Walden                  | Mark Davis             | +6  |
| 14         | Martin Gould              | Graeme Dott                     | Matthew Stevens                  | Graeme Dott                       | Barry Hawkins                 | Matthew Stevens        | −4  |
| 15         | Ricky Walden              | Ronnie O’Sullivan               | Allister Carter                  | Allister Carter                   | Allister Carter               | Mark Williams          | −12 |
| 16         | Stuart Bingham            | Martin Gould                    | Barry Hawkins                    | Mark Davis                        | Mark Davis                    | Allister Carter        | +1  |

| Platz 17–99 | Saisonanfang 5. Juni 2012 | Cut off Point 1 13. August 2012 | Cut off Point 2 5. November 2012 | Cut off Point 3 10. Dezember 2012 | Cut off Point 4 1. April 2013 | Saisonende 7. Mai 2013    |     |
| ----------- | ------------------------- | ------------------------------- | -------------------------------- | --------------------------------- | ----------------------------- | ------------------------- | --- |
| 17          | Allister Carter           | Allister Carter                 | Mark Davis                       | Barry Hawkins                     | Marco Fu                      | Marco Fu                  | +11 |
| 18          | Andrew Higginson          | Mark Davis                      | Joe Perry                        | Joe Perry                         | Stephen Lee                   | Robert Milkins            | +18 |
| 19          | Mark Davis                | Barry Hawkins                   | Martin Gould                     | Martin Gould                      | Robert Milkins                | Ronnie O’Sullivan         | -10 |
| 20          | Peter Ebdon               | Peter Ebdon                     | Ronnie O’Sullivan                | Ronnie O’Sullivan                 | Joe Perry                     | Joe Perry                 | +4  |
| 21          | Stephen Hendry            | Andrew Higginson                | Peter Ebdon                      | Dominic Dale                      | Martin Gould                  | Stephen Lee               | -13 |
| 22          | Barry Hawkins             | Marcus Campbell                 | Ryan Day                         | Peter Ebdon                       | Andrew Higginson              | Andrew Higginson          | -4  |
| 23          | Dominic Dale              | Joe Perry                       | Marcus Campbell                  | Ryan Day                          | Dominic Dale                  | Dominic Dale              |     |
| 24          | Joe Perry                 | Dominic Dale                    | Marco Fu                         | Marco Fu                          | Tom Ford                      | Tom Ford                  | +2  |
| 25          | Marcus Campbell           | Jamie Cope                      | Dominic Dale                     | Robert Milkins                    | Michael Holt                  | Martin Gould              | -11 |
| 26          | Tom Ford                  | Tom Ford                        | Andrew Higginson                 | Marcus Campbell                   | Ken Doherty                   | Michael Holt              | +7  |
| 27          | Jamie Cope                | Stephen Hendry                  | Tom Ford                         | Tom Ford                          | Marcus Campbell               | Ken Doherty               | +8  |
| 28          | Marco Fu                  | Marco Fu                        | Robert Milkins                   | Michael Holt                      | Ronnie O’Sullivan             | Marcus Campbell           | -3  |
| 29          | Jamie Jones               | Ryan Day                        | Ken Doherty                      | Andrew Higginson                  | Ryan Day                      | Mark King                 | +2  |
| 30          | Ryan Day                  | Robert Milkins                  | Michael Holt                     | Mark King                         | Mark King                     | Peter Ebdon               | -10 |
| 31          | Mark King                 | Ken Doherty                     | Jamie Cope                       | Ken Doherty                       | Peter Ebdon                   | Ryan Day                  | -1  |
| 32          | Anthony Hamilton          | Michael Holt                    | Mark King                        | Jamie Cope                        | Jamie Cope                    | Liang Wenbo               | +5  |
| 33          | Michael Holt              | Fergal O’Brien                  | Stephen Hendry                   | Fergal O’Brien                    | Fergal O’Brien                | Ben Woollaston            | +10 |
| 34          | Fergal O’Brien            | Jamie Jones                     | Fergal O’Brien                   | Jamie Burnett                     | Liang Wenbo                   | Michael White             | +20 |
| 35          | Ken Doherty               | Mark King                       | Jamie Burnett                    | Ben Woollaston                    | Ben Woollaston                | Jack Lisowski             | +5  |
| 36          | Robert Milkins            | Jamie Burnett                   | Jamie Jones                      | Anthony Hamilton                  | Jamie Burnett                 | Fergal O’Brien            | -2  |
| 37          | Liang Wenbo               | Anthony Hamilton                | Anthony Hamilton                 | Michael White                     | Jack Lisowski                 | Xiao Guodong              | +4  |
| 38          | Rory McLeod               | Jack Lisowski                   | Liang Wenbo                      | Liang Wenbo                       | Xiao Guodong                  | Jamie Cope                | -11 |
| 39          | Jamie Burnett             | Liang Wenbo                     | Michael White                    | Rory McLeod                       | Rory McLeod                   | Jamie Burnett             |     |
| 40          | Jack Lisowski             | Rory McLeod                     | Ben Woollaston                   | Stephen Hendry                    | Jamie Jones                   | Jamie Jones               | -11 |
| 41          | Xiao Guodong              | Matthew Selt                    | Rory McLeod                      | Jamie Jones                       | Michael White                 | David Gilbert             | +16 |
| 42          | Gerard Greene             | Xiao Guodong                    | Xiao Guodong                     | Jack Lisowski                     | Anthony Hamilton              | Mark Joyce                | +17 |
| 43          | Ben Woollaston            | Ben Woollaston                  | Jack Lisowski                    | Xiao Guodong                      | Dave Harold                   | Anthony Hamilton          | -11 |
| 44          | Matthew Selt              | Michael White                   | Matthew Selt                     | Matthew Selt                      | Nigel Bond                    | Matthew Selt              |     |
| 45          | Nigel Bond                | Gerard Greene                   | Nigel Bond                       | Dave Harold                       | Matthew Selt                  | Rory McLeod               | -7  |
| 46          | Jimmy White               | Nigel Bond                      | Dave Harold                      | Nigel Bond                        | Mark Joyce                    | Nigel Bond                | -1  |
| 47          | Joe Jogia                 | Dave Harold                     | Liu Chuang                       | Steve Davis                       | David Gilbert                 | Yu Delu                   | +11 |
| 48          | Dave Harold               | Alan McManus                    | Gerard Greene                    | David Gilbert                     | Steve Davis                   | Anthony McGill            | +2  |
| 49          | Mike Dunn                 | Jimmy White                     | David Gilbert                    | Yu Delu                           | Anthony McGill                | Alan McManus              | +3  |
| 50          | Anthony McGill            | Liu Chuang                      | Steve Davis                      | Jimmy Robertson                   | Alan McManus                  | Dave Harold               | -2  |
| 51          | Steve Davis               | Steve Davis                     | Mark Joyce                       | Gerard Greene                     | Jimmy Robertson               | Steve Davis               |     |
| 52          | Alan McManus              | Anthony McGill                  | Jimmy Robertson                  | Liu Chuang                        | Liu Chuang                    | Jimmy Robertson           | +3  |
| 53          | Peter Lines               | Peter Lines                     | Jimmy White                      | Anthony McGill                    | Yu Delu                       | Alfie Burden              | +7  |
| 54          | Michael White             | Jimmy Robertson                 | Alan McManus                     | Mark Joyce                        | Alfie Burden                  | Liu Chuang                | +2  |
| 55          | Jimmy Robertson           | Mike Dunn                       | Anthony McGill                   | Alan McManus                      | Stephen Hendry                | Jimmy White               | -9  |
| 56          | Liu Chuang                | David Gilbert                   | Yu Delu                          | Alfie Burden                      | Gerard Greene                 | Gerard Greene             | -14 |
| 57          | David Gilbert             | Joe Jogia                       | Alfie Burden                     | Jimmy White                       | Jimmy White                   | Peter Lines               | -4  |
| 58          | Yu Delu                   | Alfie Burden                    | Peter Lines                      | Peter Lines                       | Peter Lines                   | Stephen Hendry            | -37 |
| 59          | Mark Joyce                | Mark Joyce                      | Mike Dunn                        | James Wattana                     | Mike Dunn                     | Rod Lawler                | +14 |
| 60          | Alfie Burden              | Yu Delu                         | James Wattana                    | Mike Dunn                         | James Wattana                 | Adam Duffy                | +2  |
| 61          | Andy Hicks                | James Wattana                   | Joe Jogia                        | Barry Pinches                     | Adam Duffy                    | James Wattana             | +2  |
| 62          | Adam Duffy                | Andy Hicks                      | Barry Pinches                    | Adam Duffy                        | Barry Pinches                 | Barry Pinches             | +2  |
| 63          | James Wattana             | Barry Pinches                   | Adam Duffy                       | Andy Hicks                        | Rod Lawler                    | Mike Dunn                 | -14 |
| 64          | Barry Pinches             | Adam Duffy                      | Andy Hicks                       | Joe Jogia                         | Andy Hicks                    | Kurt Maflin               | +8  |
| 65          | Tony Drago                | Rod Lawler                      | Rod Lawler                       | Cao Yupeng                        | Cao Yupeng                    | Andy Hicks                | -4  |
| 66          | Liam Highfield            | Cao Yupeng                      | Cao Yupeng                       | Rod Lawler                        | Kurt Maflin                   | Cao Yupeng                | +4  |
| 67          | Li Yan                    | Kurt Maflin                     | Aditya Mehta                     | Luca Brecel                       | Ian Burns                     | Dechawat Poomjaeng        | +15 |
| 68          |                           | Li Yan                          | Kurt Maflin                      | Thepchaiya Un-Nooh                | Tian Pengfei                  | Ian Burns                 | neu |
| 69          |                           | Thanawat Thirapongpaiboon       | Pankaj Advani                    | Tian Pengfei                      | Thepchaiya Un-Nooh            | Thepchaiya Un-Nooh        | neu |
| 70          | Cao Yupeng                | Tony Drago                      | Tian Pengfei                     | Kurt Maflin                       | Dechawat Poomjaeng            | Tian Pengfei              | +8  |
| 71          |                           | Tian Pengfei                    | Paul Davison                     | Aditya Mehta                      | Luca Brecel                   | Thanawat Thirapongpaiboon | neu |
| 72          | Kurt Maflin               | Chen Zhe                        | Robbie Williams                  | Paul Davison                      | Pankaj Advani                 | Luca Brecel               | +7  |
| 73          | Rod Lawler                | Pankaj Advani                   | Thepchaiya Un-Nooh               | Pankaj Advani                     | Thanawat Thirapongpaiboon     | Aditya Mehta              | +7  |
| 74          | Passakorn Suwannawat      | Aditya Mehta                    | Luca Brecel                      | Ian Burns                         | Aditya Mehta                  | Pankaj Advani             | neu |
| 75          |                           | Luca Brecel                     | Ian Burns                        | Thanawat Thirapongpaiboon         | Paul Davison                  | Paul Davison              | +6  |
| 76          | Sam Baird                 | Michael Wasley                  | Thanawat Thirapongpaiboon        | Dechawat Poomjaeng                | Chen Zhe                      | Liam Highfield            | -10 |
| 77          | David Grace               | Simon Bedford                   | Dechawat Poomjaeng               | Robbie Williams                   | Robbie Williams               | Zhang Anda                | neu |
| 78          | Tian Pengfei              | Dechawat Poomjaeng              | Liam Highfield                   | Chen Zhe                          | Liam Highfield                | Chen Zhe                  | neu |
| 79          | Luca Brecel               | Paul Davison                    | Li Yan                           | Li Yan                            | Michael Wasley                | Robbie Williams           | neu |
| 80          | Aditya Mehta              | Passakorn Suwannawat            | David Grace                      | Liam Highfield                    | Zhang Anda                    | Michael Wasley            | neu |
| 81          | Paul Davison              | Sam Baird                       | Tony Drago                       | Zhang Anda                        | Craig Steadman                | Sam Baird                 | -5  |
| 82          | Dechawat Poomjaeng        | Ian Burns                       | Chen Zhe                         | Craig Steadman                    | Tony Drago                    | Tony Drago                | -17 |
| 83          | Simon Bedford             | Robbie Williams                 | Zhang Anda                       | Tony Drago                        | Sam Baird                     | Craig Steadman            | neu |
| 84          |                           | Martin O’Donnell                | Michael Wasley                   | Michael Wasley                    | Li Yan                        | Li Yan                    | -17 |
| 85          |                           | Thepchaiya Un-Nooh              | Craig Steadman                   | David Grace                       | Simon Bedford                 | Simon Bedford             | -2  |
| 86          |                           | Craig Steadman                  | Simon Bedford                    | Daniel Wells                      | Martin O’Donnell              | Martin O’Donnell          | neu |
| 87          |                           | Liam Highfield                  | Sam Baird                        | Simon Bedford                     | Daniel Wells                  | Daniel Wells              | neu |
| 88          |                           | David Grace                     | Scott Donaldson                  | Scott Donaldson                   | David Grace                   | David Grace               | -11 |
| 89          | Jamie O’Neill             | Zhang Anda                      | Martin O’Donnell                 | Sam Baird                         | Scott Donaldson               | Scott Donaldson           | neu |
| 90          |                           | Joel Walker                     | Joel Walker                      | Martin O’Donnell                  | Joel Walker                   | Joel Walker               | neu |
| 91          |                           | Ben Judge                       | Passakorn Suwannawat             | Ben Judge                         | Sean O’Sullivan               | Sean O’Sullivan           | neu |
| 92          |                           | Scott Donaldson                 | Daniel Wells                     | Joel Walker                       | Passakorn Suwannawat          | Passakorn Suwannawat      | -18 |
| 93          |                           | Michael Leslie                  | Ben Judge                        | Passakorn Suwannawat              | Jamie O’Neill                 | Jamie O’Neill             | -4  |
| 94          |                           | Jamie O’Neill                   | Jamie O’Neill                    | Jamie O’Neill                     | Ben Judge                     | Michael Leslie            | neu |
| 95          |                           | Sean O’Sullivan                 | Sean O’Sullivan                  | Sean O’Sullivan                   | Michael Leslie                | Ben Judge                 | neu |
| 96          |                           | Daniel Wells                    | Michael Leslie                   | Michael Leslie                    | Mohamed Khairy                | Mohamed Khairy            | neu |
| 97          |                           | Mohamed Khairy                  | Hossein Vafaei                   | Hossein Vafaei                    | Hossein Vafaei                | Hossein Vafaei            | neu |
| 98          |                           | Hossein Vafaei                  | Mohamed Khairy                   | Mohamed Khairy                    | Floyd Ziegler                 | Floyd Ziegler             | neu |
| 99          |                           | Floyd Ziegler                   | Floyd Ziegler                    | Floyd Ziegler                     |                               |                           |     |

Zum Anzeigen der Platzierungen 17–99 rechts auf [Ausklappen] drücken.

## Qualifikation für die Main Tour 2012/13 und 2013/14
Neben den 64 bestplatzierten Spielern der Weltrangliste am Ende der Saison 2011/12 wurden die übrigen 35 Startplätze wie folgt vergeben:
| Qualifikation über die PTC Order of Merit 1. Li Yan 2. Passakorn Suwannawat 3. Simon Bedford 4. Dechawat Poomjaeng 5. Craig Steadman 6. Kurt Maflin 7. David Grace 8. Liam Highfield Internationale Meisterschaften 1. Hossein Vafaei (IBSF-Amateurweltmeister) 2. Thanawat Tirapongpaiboon (IBSF-U21-Weltmeister) 3. Scott Donaldson (EBSA-Europameister) 4. Michael Leslie (EBSA-U21-Europameister) 5. Pankaj Advani (ACBS-Vize-Asienmeister) 6. Zhang Anda (ACBS-U21-Vize-Asienmeister) | Qualifikation über die Q School (Turnier 1, Turnier 2 und Turnier 3) 1. Martin O’Donnell 2. Sam Baird 3. Ian Burns 4. Chen Zhe 5. Daniel Wells 6. Jamie O’Neill 7. Sean O’Sullivan 8. Paul Davison 9. Rod Lawler 10. Michael Wasley 11. Joel Walker 12. Robbie Williams |  | Nominierungen der National- bzw. Kontinentalverbände 1. Luca Brecel (Europa) 2. Tony Drago (Europa) 3. Cao Yupeng (Asien) 4. Tian Pengfei (Asien) 5. Thepchaiya Un-Nooh (Asien) 6. Aditya Mehta (Asien) 7. Floyd Ziegler (Amerika) 8. Ben Judge (Ozeanien) 9. Mohamed Khairy (Afrika) |

## Punkteschlüssel
Gesetzte Spieler, die ihre erste Partie verloren, erhielten nur die halbe Punktzahl (in der Tabelle unter der regulären Punktzahl in Klammern dargestellt).
| Runde                                           | 1 (Letzte 96)                 | 2 (Letzte 80)                   | 3 (Letzte 64)                                | 4 (Letzte 48)                   | 5 (Letzte 32)                               | Achtelfinale | Viertelfinale | Halbfinale | Zweiter | Sieger |
| ----------------------------------------------- | ----------------------------- | ------------------------------- | -------------------------------------------- | ------------------------------- | ------------------------------------------- | ------------ | ------------- | ---------- | ------- | ------ |
|                                                 | Plätze 65–80 vs. Plätze 81–96 | Plätze 49–64 vs. Sieger Runde 1 | Plätze 33–48 vs. Sieger Runde 2              | Plätze 17–32 vs. Sieger Runde 3 | Plätze 1–16 vs. Sieger Runde 4              |              |               |            |         |        |
| Wuxi Classic                                    | 560 (280)                     | 910 (455)                       | 1260 (630)                                   | 1610 (805)                      | 1960 (980)                                  | 2660         | 3500          | 4480       | 5600    | 7000   |
| Australian Goldfields Open                      | 400 (200)                     | 650 (325)                       | 900 (450)                                    | 1150 (575)                      | 1400 (700)                                  | 1900         | 2500          | 3200       | 4000    | 5000   |
| Shanghai Masters                                | 560 (280)                     | 910 (455)                       | 1260 (630)                                   | 1610 (805)                      | 1960 (980)                                  | 2660         | 3500          | 4480       | 5600    | 7000   |
| International Championship                      | 640 (320)                     | 1040 (520)                      | 1440 (720)                                   | 1840 (920)                      | 2240 (1120)                                 | 3040         | 4000          | 5120       | 6400    | 8000   |
| UK Championship                                 | 640 (320)                     | 1040 (520)                      | 1440 (720)                                   | 1840 (920)                      | 2240 (1120)                                 | 3040         | 4000          | 5120       | 6400    | 8000   |
| Haikou World Open                               | 560 (280)                     | 910 (455)                       | 1260 (630)                                   | 1610 (805)                      | 1960 (980)                                  | 2660         | 3500          | 4480       | 5600    | 7000   |
| China Open                                      | 560 (280)                     | 910 (455)                       | 1260 (630)                                   | 1610 (805)                      | 1960 (980)                                  | 2660         | 3500          | 4480       | 5600    | 7000   |
| Snookerweltmeisterschaft                        | 800 (400)                     | 1300 (650)                      | 1800 (900)                                   | 2300 (1150)                     | 2800 (1400)                                 | 3800         | 5000          | 6400       | 8000    | 10000  |
| Runde                                           |                               |                                 | 1 (Letzte 96)                                | 2 (Letzte 64)                   | 3 (Letzte 32)                               | Achtelfinale | Viertelfinale | Halbfinale | Zweiter | Sieger |
|                                                 |                               |                                 | Plätze 33–64 vs. Plätze 65–96                | Plätze 1–32 vs. Sieger Runde 1  |                                             |              |               |            |         |        |
| German Masters                                  |                               |                                 | 900 (450)                                    | 1150 (575)                      | 1400                                        | 1900         | 2500          | 3200       | 4000    | 5000   |
| Welsh Open                                      |                               |                                 | 900 (450)                                    | 1150 (575)                      | 1400                                        | 1900         | 2500          | 3200       | 4000    | 5000   |
| Runde                                           |                               |                                 | 1 (Letzte 128)                               | 2 (Letzte 64)                   | 3 (Letzte 32)                               | Achtelfinale | Viertelfinale | Halbfinale | Zweiter | Sieger |
|                                                 |                               |                                 | Plätze 65–96 und 32 Amateure vs. Plätze 1–64 |                                 |                                             |              |               |            |         |        |
| Players Tour Championship (alle 13 Vorturniere) |                               |                                 | –                                            | 360                             | 560                                         | 760          | 1000          | 1280       | 1600    | 2000   |
| Runde                                           |                               |                                 |                                              |                                 | 1 (Letzte 32)                               | Achtelfinale | Viertelfinale | Halbfinale | Zweiter | Sieger |
|                                                 |                               |                                 |                                              |                                 | (Qualifikation über die 13 PTC-Vorturniere) |              |               |            |         |        |
| Players Tour Championship (Finalturnier)        |                               |                                 |                                              |                                 | 840                                         | 1140         | 1500          | 1920       | 2400    | 3000   |